# Microparacaryum salsum
Microparacaryum salsum är en strävbladig växtart som först beskrevs av Pierre Edmond Boissier, och fick sitt nu gällande namn av H.H. Hilger och D. Podlech. Microparacaryum salsum ingår i släktet Microparacaryum och familjen strävbladiga växter. Utöver nominatformen finns också underarten M. s. mattiastroides.